# Aleksander Zawadzki

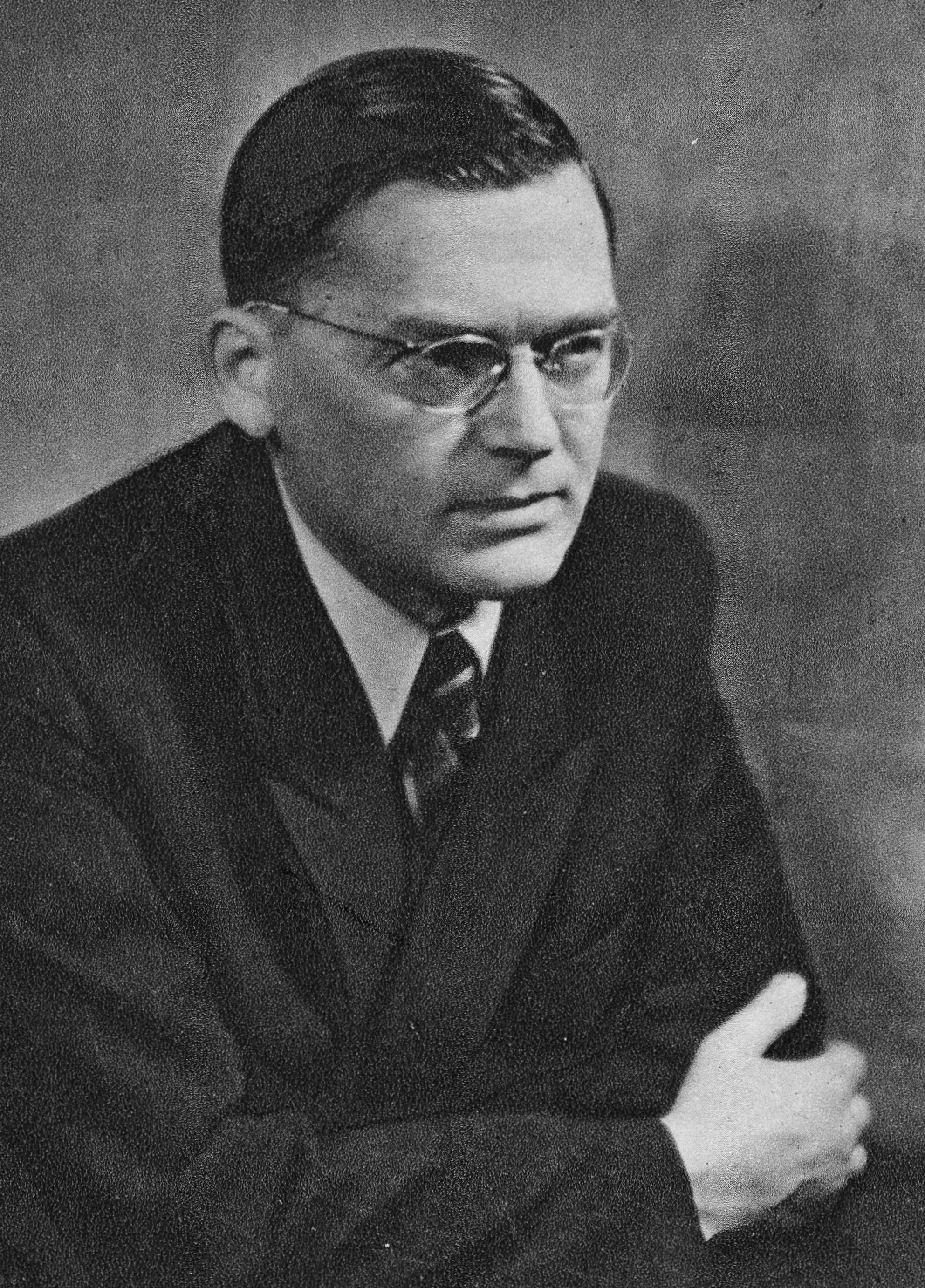
Aleksander Zawadzki

Aleksander Zawadzki (Dąbrowa Górnicza, 16 december 1899 - Warschau, 7 augustus 1964) was van 1952 tot 1964 president van Polen.
Zawadzki sloot zich tijdens de Russische Revolutie als jongeman aan bij het Rode Leger. In 1922 werd hij lid van de Poolse Communistische Partij en in 1925 keerde hij naar Polen terug en werd gearresteerd. Na zijn vrijlating ging hij naar de Sovjet-Unie (1931) en werd kolonel bij de inlichtingendienst GPOe (later de NKVD). Van 1936 tot 1938 verbleef hij in een Sovjet-Russisch arbeidskamp op beschuldiging van spionage. Na zijn terugkeer in Polen werd hij wederom gearresteerd. Na de Duitse inval ontsnapte hij naar de Sovjet-Unie.
In 1941 nam Zawadzki deel aan de verdediging van Stalingrad. In 1945 keerde hij naar Polen terug en werd gouverneur van Silezië in de communistische regering. Zawadski werd in het Centraal Comité, later het Politbureau van de Poolse Arbeiderspartij (vanaf 1948 Poolse Verenigde Arbeiderspartij geheten) gekozen.
Op 20 november 1952 volgde Zawadzki Bolesław Bierut op als staatshoofd en werd beëdigd als Voorzitter van de Staatsraad. Hij bleef deze functie vervullen tot augustus 1964.
Zie ook: Lijst van Poolse presidenten
- CiNii: DA12438472
- Gemeinsame Normdatei: 1033583510
- International Standard Name Identifier: 0000 0001 1341 3486
- Library of Congress Control Number: n90626488
- Nationale Bibliotheek van Israël: 987007280210605171
- Virtual International Authority File: 165635568
- WorldCat: E39PBJg4kbPt8v4FY6fVbd7j4q